# Крёгер, Майке
Ма́йке Крёгер (нем. Meike Kröger; род. 21 июля 1986, Западный Берлин) — немецкая легкоатлетка, специализировавшаяся в прыжках в высоту.
Двукратный чемпион Германии по лёгкой атлетике среди юниоров (2007, 2008), бронзовый призёр Чемпионата Германии (2008), серебряный призёр Чемпионата Германии (2009).
В 2009 году участвовала в Чемпионате мира в Берлине, своём родном городе, вышла в финал и заняла одиннадцатое место.

## Основные результаты
| Год  | Турнир                         | Место проведения     | Место | Результат |
| ---- | ------------------------------ | -------------------- | ----- | --------- |
| 2008 | Чемпионат Германии             | Нюрнберг, Германия   | 3-е   | 1.87 м    |
| 2009 | Чемпионат Германии в помещении | Лейпциг, Германия    | 2-е   | 1.92 м    |
| 2009 | Чемпионат Европы в помещении   | Турин, Италия        | 8-е   | 1.85 м    |
| 2009 | Чемпионат Германии             | Ульм, Германия       | 2-е   | 1.93 м    |
| 2009 | Чемпионат мира                 | Берлин, Германия     | 11-е  | 1.87 м    |
| 2010 | Чемпионат Германии в помещении | Карлсруэ, Германия   | 2-е   | 2 м       |
| 2010 | Чемпионат мира в помещении     | Доха, Катар          | 13-е  | 1.85 м    |
| 2010 | Чемпионат Германии             | Брауншвейг, Германия | 2-е   | 1.88 м    |
| 2011 | Чемпионат Германии             | Кассель, Германия    | 3-е   | 1.82 м    |

## Личные рекорды
- Летнего сезона (на открытом стадионе): 1,93 м (Ульм (ФРГ), 4 июля 2009)
- Зимнего сезона (в закрытом помещении): 2,00 м (Карлсруэ (ФРГ), 28 февраля 2010)   (англ.)